# Communes de la wilaya de Tiaret
Pour les autres communes, voir Liste des communes d'Algérie.
Liste des communes de la Wilaya algérienne de Tiaret par ordre alphabétique :
- Aïn Bouchekif
- Aïn Deheb
- Aïn El Hadid
- Aïn Kermes
- Aïn Dzarit
- Bougara
- Chehaima
- Dahmouni
- Djebilet Rosfa
- Djillali Ben Amar
- Faidja
- Frenda
- Guertoufa
- Hamadia
- Ksar Chellala
- Madna
- Mahdia
- Mechraa Safa
- Medrissa
- Medroussa
- Meghila
- Mellakou
- Nadorah
- Naima
- Oued Lilli
- Rahouia
- Rechaïga
- Sebaïne
- Sebt
- Serghine
- Si Abdelghani
- Sidi Abderahmane
- Sidi Ali Mellal
- Sidi Bakhti
- Sidi Hosni
- Sougueur
- Tagdemt
- Takhemaret
- Tiaret
- Tidda
- Tousnina
- Zmalet El Emir Abdelkader